# James Boswell
James Boswell, född 29 oktober 1740 i Edinburgh, död 19 maj 1795 i London, var en skotsk författare och dagboksförfattare.
Boswell härstammade från en gammal skotsk godsägarsläkt. Han studerade juridik men koncentrerade sig på litteratur och politik. Han träffade Samuel Johnson första gången den 16 maj 1763 i Tom Davies bokaffär på Russell Street i London. En kort tid därefter begav han sig ut på en resa i Europa, där han bland andra träffade de franska filosoferna Voltaire och Rousseau och även den korsikanske nationalisten general Pasquale Paoli. Mötet med Paoli berättar han om i sitt genombrottsverk, Accounts of Corsica (1768).
1766 blev han advokat och 1772 återupptog han vänskapen med Samuel Johnson. Han blev medlem av dennes Literary Club 1773. Samma år företog de båda en resa till Skottland och Hebriderna, en resa som han sedan skrev om i Journal of the Tour to the Hebrides (1773).
1782 ärvde han sin fars egendom och gjorde ett försök att bli parlamentsledamot. 1786 upptogs han som medlem av det engelska advokatsamfundet. 
Från 1789 var han bosatt i London. 1791 utkom den klassiska biografin över hans gode vän Samuel Johnson, The Life of Samuel Johnson (översatt till svenska 1926). Han förde även öppenhjärtiga dagboksanteckningar. Dessa var länge försvunna men återfanns och förvärvades av Yale University och började utges från och med 1950.

## Svenska översättningar

Account of Corsica, 1768

- Samuel Johnsons liv (The life of Samuel Johnson LL.D.) (till svenska med bibliografi, inledning, anmärkningar och register av Harald Heyman, Bonnier, 1926-1930)
- Dagbok i London 1762-1763 (London journal 1762-1763) (översättning Anders Byttner, Natur och kultur, 1951)
- Samuel Johnsons liv (The life of Samuel Johnson LL.D.) (i urval och översättning av Jane Lundblad, Forum, 1955)